# Jacques Amyot

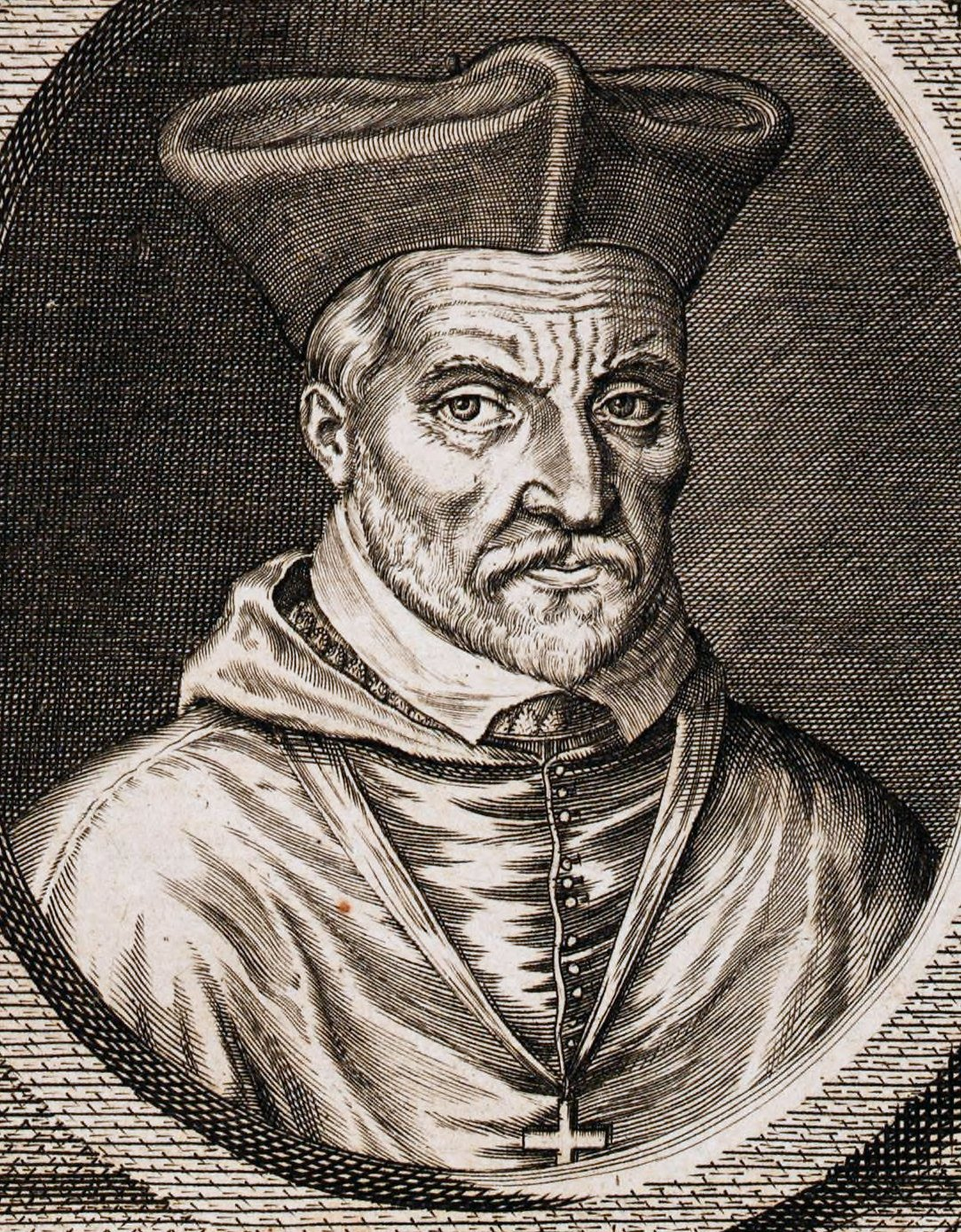
Jacques Amyot

Jacques Amyot (* 29. Oktober 1513 in Melun; † 6. Februar 1593 in Auxerre) war ein französischer Kleriker, Humanist und Schriftsteller sowie ab 1560 Bischof von Auxerre. Mit seinen vielgelesenen Übertragungen griechischer Werke hat er die Entwicklung der französischen Literatur stark beeinflusst.

## Leben
Amyot stammte aus einfachen Verhältnissen, konnte sich aber in Paris eine theologische und vor allem eine gute humanistische Bildung verschaffen. Wie viele Humanisten dieser Jahre sympathisierte auch er mit der Reformation und geriet 1534, als deren Unterdrückung in Frankreich begann, kurz in Schwierigkeiten. Um 1536 war er einige Zeit Lektor (eine Art Privatdozent) für Griechisch an der Universität von Bourges, bevor er 1540 Hauslehrer der Kinder eines Königlichen Sekretärs wurde, der als Euripides-Übersetzer dilettierte. Über ihn erhielt er Kontakt zu König Franz I., der ihn 1542 mit einer Übertragung von Plutarchs ca. 110 n. Chr. verfassten „parallelen Biografien“ berühmter Griechen und Römer beauftragte und ihm kurz vor seinem Tod 1547 eine einträgliche Kirchenpfründe zuwies.

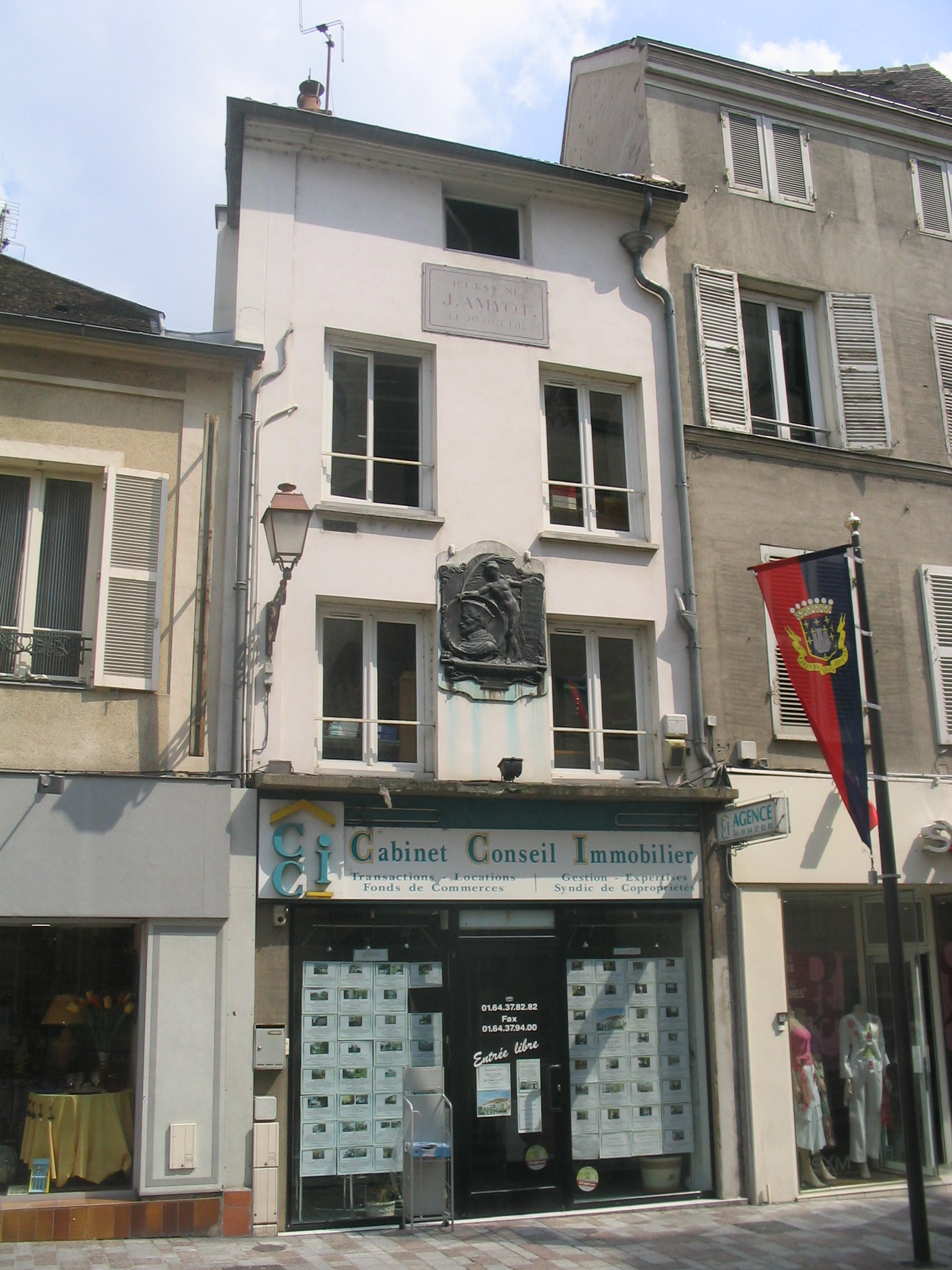
Geburtshaus Jacques Amyots in Melun

Die erste Übertragung, die Amyot erscheinen ließ, war allerdings 1548 die der Äthiopika von Heliodoros (3. Jh. n. Chr.), der abenteuerreichen Geschichte des Theagenes und der schönen Chariklea. Das anonym publizierte Buch (denn Liebesromane ziemten sich für einen Geistlichen nicht) wurde in Frankreich, und nicht nur hier, viel gelesen und nachgeahmt und noch 1758 von Voltaire in Candide parodiert.
Zwischen 1548 und 1552 unternahm Amyot mehrere längere Reisen nach Venedig und Rom, um dort Manuskripte griechischer Autoren einzusehen. 1554 brachte er eine Übertragung von sieben Büchern der monumentalen Universalgeschichte des Diodorus von Sizilien († ca. 30 v. Chr.) heraus.
1557 wurde er von König Heinrich II. und dessen Gemahlin Katharina von Medici zum Hauslehrer ihrer Söhne Karl und Heinrich bestellt. Nachdem der Erstere 1560 als Karl IX. sehr jung auf den Thron gekommen war, wurde Amyot von ihm zum „Grand aumônier de France“  (Großalmosenier von Frankreich) befördert.
Kurz zuvor (1559) hatte er die Übertragung herausgebracht, die als seine wichtigste gilt: Les vies des hommes illustres grecs et romains, comparées l'une avec l'autre par Plutarque, eine 46 historische Figuren paarweise (z. B. Alexander und Cäsar) verknüpfende Biografiensammlung. Der für heutige Begriffe sehr frei übersetzte Text war offenbar dem Erwartungshorizont französischer Leser gelungen angepasst und wurde sofort ein großer Bucherfolg. Noch zu Lebzeiten Amyots erschienen zahlreiche Nachdrucke und vier von ihm überarbeitete Neuauflagen. Auch in den nächsten Jahrhunderten wurde der Plutarque immer wieder nachgedruckt, war obligatorische Lektüre für alle Gebildeten und eine wichtige Stoffquelle für Roman- und Theaterautoren.
Ebenfalls 1559 publizierte Amyot, wiederum anonym, eine Übertragung von Longos’ idyllischem kleinen Liebesroman um die jungen Hirten Daphnis und Chloe (um 200 n. Chr.), der die Schäferliteratur im Frankreich der Zeit etablieren half.
1572 brachte er unter dem Titel Œuvres morales eine Übertragung vermischter moralphilosophischer Schriften Plutarchs heraus. Auch sie war ein großer Erfolg, wurde z. B. von Montaigne bewundert und beeinflusste die nachfolgende französische Essayistik und Moralistik.
Kurze Zeit zuvor, 1570, war Amyot zum Bischof von Auxerre ernannt worden. In dieser Rolle entwickelte er sich zum energischen Verfechter eines katholisch orientierten staatlichen Zentralismus in Frankreich, der seines Erachtens das einzige Heilmittel war gegen die ab 1562 ständig neu aufflammenden Hugenottenkriege zwischen Protestanten und Katholiken, deren Ende 1598 er nicht mehr erlebte.